# Kanton Carmaux-Nord
Kanton Carmaux-Nord (francouzsky Canton de Carmaux-Nord) je francouzský kanton v departementu Tarn v regionu Midi-Pyrénées. Tvoří ho tři obce.

## Obce kantonu
- Carmaux (severní část)
- Rosières
- Saint-Benoît-de-Carmaux